# Vũ Ngọc Hoàn
Vũ Ngọc Hoàn (1922–1993), nguyên là một tướng lĩnh thuộc ngành Quân y của Quân lực Việt Nam Cộng hòa, cấp bậc Y sĩ Thiếu tướng. Ông xuất thân từ trường Đại học Quân y, ban đầu với ngạch sĩ quan trưng dụng, sau chuyển sang ngạch sĩ quan hiện dịch. Trong thời gian tại ngũ, ông chỉ phục vụ trong lĩnh vực chuyên môn của mình.

## Tiếu sử & Binh nghiệp
Ông sinh ngày 4 tháng 2 năm 1922 tại Lạng Sơn, trong một gia đình quan lại, khoa cử gốc ở làng Lục Thủy, Nam Định, miền Bắc Việt Nam. Gia tộc của ông có đời sống kinh tế khá giả và hầu hết đều có Quốc tịch Pháp. Năm 1944, ông tốt nghiệp Trung học chương trình Pháp tại Hà Nội với văn bằng Tú tài toàn phần (Part II). Sau đó ông sang Pháp học Y khoa và tốt nghiệp Bác sĩ tại trường Đại học Y khoa Paris vào năm 1952.

### Quân đội Quốc gia Việt Nam
Năm 1954, ông cùng gia đình di cư vào Nam, được động viên trưng dụng vào Ngành Quân y của Quân đội Quốc gia, mang số quân: 42/300.241. Theo học tại Đại học Quân y Sài Gòn, mãn khóa tốt nghiệp với cấp bậc Y sĩ Trung úy. Ra trường phục vụ ở Tổng Y viện Cộng hòa, Sài Gòn với nhiệm vụ Y sĩ giải phẫu.

### Quân đội Việt Nam Cộng hòa
Năm 1955, từ Quân đội Quốc gia, ông chuyển sang phục vụ Quân đội Việt Nam Cộng hòa. Đến đầu năm 1956, ông được cử đi du học tại Hoa Kỳ và tốt nghiệp Khoa Giải phẫu Thần kinh. Đầu năm 1957 về nước, ông được thăng cấp Y sĩ Đại úy tại nhiệm.
Tháng 10 năm 1960, ông được thăng cấp Y sĩ Thiếu tá và được cử vào chức vụ Trưởng khoa Giải phẫu kiêm Phó Giám đốc Tổng y viện Cộng hòa.
Ngày 5 tháng 11 năm 1963, sau cuộc đảo chính Tổng thống Ngô Đình Diệm, ông được thăng cấp Y sĩ Trung tá và được bổ nhiệm chức vụ Giám đốc Tổng Y viện Cộng hòa. Đến ngày 8 tháng 11 năm 1964, ông được cử vào chức vụ Phó Giám đốc Nha Quân y.
Ngày 25 tháng 3 năm 1965, ông được được bổ nhiệm chức vụ Giám đốc Nha Quân y thay thế Y sĩ Đại tá Vương Quang Trường. Một tháng sau, ông được thăng cấp Y sĩ Đại tá. Đến giữa tháng 7 cùng năm, ông kiêm chức vụ Đệ nhất phó Chủ tịch Hội đồng Quân Dân Chính.
Ngày Quân lực 19 tháng 6 năm 1968, ông được thăng cấp Y sĩ Chuẩn tướng Cục trưởng Cục Quân y. Đầu năm 1970, ông được thăng cấp Y sĩ Thiếu tướng tại nhiệm.
Giữa năm 1973, ông nhận lệnh bàn giao chức vụ Cục trưởng Cục Quân y lại cho Y sĩ Chuẩn tướng Phạm Hà Thanh. Ngay sau đó ông được cử vào chức vụ phó Tổng thanh tra Quân lực.

## 1975
Sau ngày 30 tháng 4, ông đi học tập và cải tạo từ Nam ra Bắc cho đến năm 1980.
Năm 1982, ông được xuất cảnh sang Pháp định cư theo diện đoàn tụ gia đình.
Năm 1993, ông từ trần tại Pháp. Hưởng thọ 71 tuổi.

## Gia tộc và Gia đình
- Ông nội: Cụ Vũ Ngọc Hoánh (nguyên là quan Tổng đốc Nam Định)
- Thân phụ: Cụ Vũ Ngọc Anh (nguyên là Bác sĩ tại trường Đại học Y khoa Hà Nội. Năm 1945 làm Bộ trưởng Y tế trong Nội các Chính phủ Trần Trọng Kim)
- Thúc phụ:

-Cụ Vũ Ngọc Trản (nguyên là quan Tri phủ. Năm 1949 làm Bộ trưởng tại Phủ Thủ tướng trong Nội các của Chính phủ Bảo Đại. Về sau là Phụ tá Tổng thống Nguyễn Văn Thiệu)
-Cụ Vũ Ngọc Huỳnh (nguyên là Bác sĩ phụ trách hai Bệnh viện tư tại Hà Nội)
- Bào đệ: Ông Vũ Ngọc Bội (nguyên là Bác sĩ tốt nghiệp tại trường Đại học Y khoa Paris, Pháp)
- Phu nhân: Bà Sauson Suzanne (người Pháp, phục trong ngành Y tế)